# Pandrosos
Pandrosos (Oudgrieks Πάνδροσος / Pándrosos - "de helemaal dauwachtige") was een dochter van koning Kekrops van Athene, en dus de zuster van Erichthonios, Agraulos en Herse (Apollodorus, III 14.2; cf. Ovidius, Metamorphosen II 552.).
Pandrosos was door Athena een mand toevertrouwd, die ze niet mocht openen (Apollodorus, III 14.6; Callimachus, Hecale Frag 1.2-3; Pausanias, I 18.2; Hyginus, Fabulae 166; Suda s.v. Drakaulos.). Hierin lag namelijk de jonge Erichthonios, door een slang omslingerd. Haar zusters Herse en Agraulos waagden het echter de aan hun zuster toevertrouwde mand te openen. Nauwelijks was de mand geopend, of Herse en Agraulos (want Pandrosos had geen deel genomen aan het gebeurde) werden waanzinnig en stortten zich van de steile hoogte van de Akropolis (de burcht van de stad) in de diepte. Een variant vertelt dat Athena toentertijd onderweg was om een rots uit Pellene in Achaia te gaan halen voor de Akropolis toen Herse en Agraulos de mand openden (Callimachus, Hecale Frag 1.2.). Een kraai die dit gezien had meldde dit aan Athene (Callimachus, Hecale Frag 1.3; Hyginus, Fabulae 166; Ovidius, Metamorphosen II 550.).

## Verband met Athena
De dochters van Kekrops zijn nauw met de godin Athena verwante wezens en godheden van de vruchtbaarheid van het land. Oorspronkelijk waren zij slechts onderdelen van het wezen van de godin zelf. Wij lezen van een Athena Agraulos, en een Athena Pandrosos. Herse is er bijgevoegd om het bij de Grieken zo gebruikelijke drietal vol te maken. Agraulos schijnt meer de ruwe, barse zijde van het karakter van Athena te hebben overgenomen. Althans aan haar werden zoenoffers gebracht - later liet men dit slaan op haar zelfopofferenden dood, - die in de oudste tijden op sommige plaatsen, bijvoorbeeld op Kreta, mensenoffers waren. Met de nieuwsgierigheid van Herse was ook het feest van de Arrephoria verbonden, waarbij twee van de vier Arrephoren een korf, die zij ontvingen van de priesteres van Athena, maar waarvan de inhoud noch aan de priesteres, noch aan de Arrephoren zelf was bekend in een grot, waarin zij afdaalden, hun korf achterlieten en iets anders, dat geheel was omhuld, mee naar boven brachten.

## Verering
Pandrosos werd door Atheners samen met de Hora Thallo vereerd.

## Antieke bronnen
- Apollodorus, III 14.2, 6.
- Callimachus, Hecale Frag 1.2-3.
- Hyginus, Fabulae 166.
- Ovidius, Metamorphosen II 552, 708.
- Suda s.v. Drakaulos.
- Pausanias, I 18.2.

## Referentie
- T.T. Kroon, art. Agraulos / Aglauros, in T.T. Kroon, Mythologisch Woordenboek, 's Gravenhage, 1875.